# Свети Христофор и Света Варвара (Галатища)
„Свети Христофор и Света Варвара“ (на гръцки: Εξωκκλήσι Αγίου Χριστοφόρου-Ἁγίας Βαρβάρας, катаревуса Ἐξωκκλήσιον Ἁγίου Χριστοφόρου-Ἁγίας Βαρβάρας) е православна църква в паланката Галатища, Халкидики, Гърция, част от Йерисовската, Светогорска и Ардамерска епархия, енория „Успение Богородично“. Завършена е на 26 юли 1872 година край Галатища. Представлява еднокорабна базилика с нартекс и размери 13,20 m на 6,50 m.